# Derwen
Derwen (maced. Дервен) – nieczynne schronisko turystyczne znajdujące się w górach Babuna, na wysokości z której jest wyjątkowy widok na Prilep i jego okolicę, na góry Mukos i Seleczka. Schronisko było długo wystawione na słońce i na wiatry, które ciągle wieją.

## Budowa
Budowa schroniska rozpoczęła się w 1951 roku, a zakończyła się w 1995 roku, przy dobrowolnej pracy prilepskich turystów górskich i z pomocą organów władzy. W 1955 roku zostało przekazane w zarząd PD (Towarzystwa Górskiego) Kozjak z Prilepu, które razem ze Związkiem Górskim SRM najbardziej uczestniczyło w jego budowie.
Zbudowane było z solidnego materiału: kamienia i zaprawy z parterem i piętrem. Posiadało dwie wielkie sale na 50 łóżek. Miało kuchnię i jadalnię wyposażoną w potrzebny sprzęt, który mógł służyć gościom. Miało też pomieszczenia pomocnicze i pokój dla gospodarza schroniska.

## Pożar
W 1997 roku schronisko spłonęło i zostało całkowicie zrujnowane. Zostały tylko kamienne ruiny schroniska.

## Możliwości kwaterunkowe
W jadalni i schronisku w razie potrzeby mogło pomieścić się około 72 turystów.
Schronisko było stale otwarte. Miało gospodarza i gospodynię, którzy troszczyli się o porządek i czystość. W schronisku był telefon, radio i telewizja. W schronisku było oświetlenie elektryczne, instalacja wodociągowa, umywalnie i łazienka.
W schronisku można było dostać jedzenie, picie i inne produkty żywnościowe. Można było też przygotowywać własne jedzenie.
W okolicy schroniska był urządzony trawnik z górską trawą oraz ogród, którym zajmowali się gospodarze.

## Dostęp do schroniska
Schronisko znajduje się nad starą drogą Weles – Prilep, w górach Babuna. Oddalone jest od Prilepu około 20 km. Można dotrzeć pieszo albo samochodem. Szlak jest oznaczony widocznym oznaczeniem.

## Możliwe wycieczki
- wycieczka na szczyty Mał (Mały) Mukos i Golam (Wielki) Mukos, 2 - 3 godziny marszu ze schroniska
- wycieczka na Studenicę i Kadinicę i do monasteru Stepanica, 2 - 3 godziny marszu ze schroniska

## Galeria zdjęć

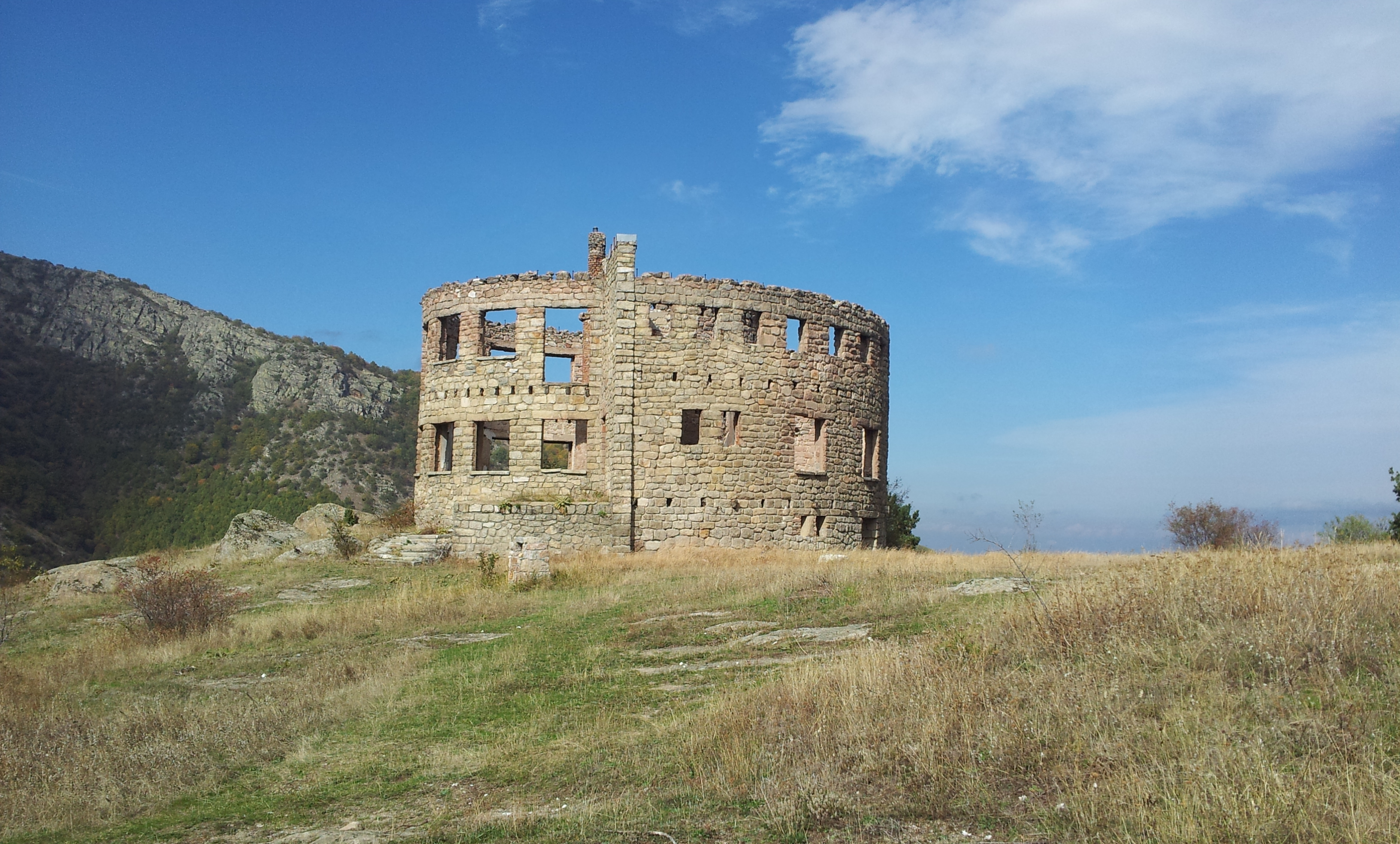
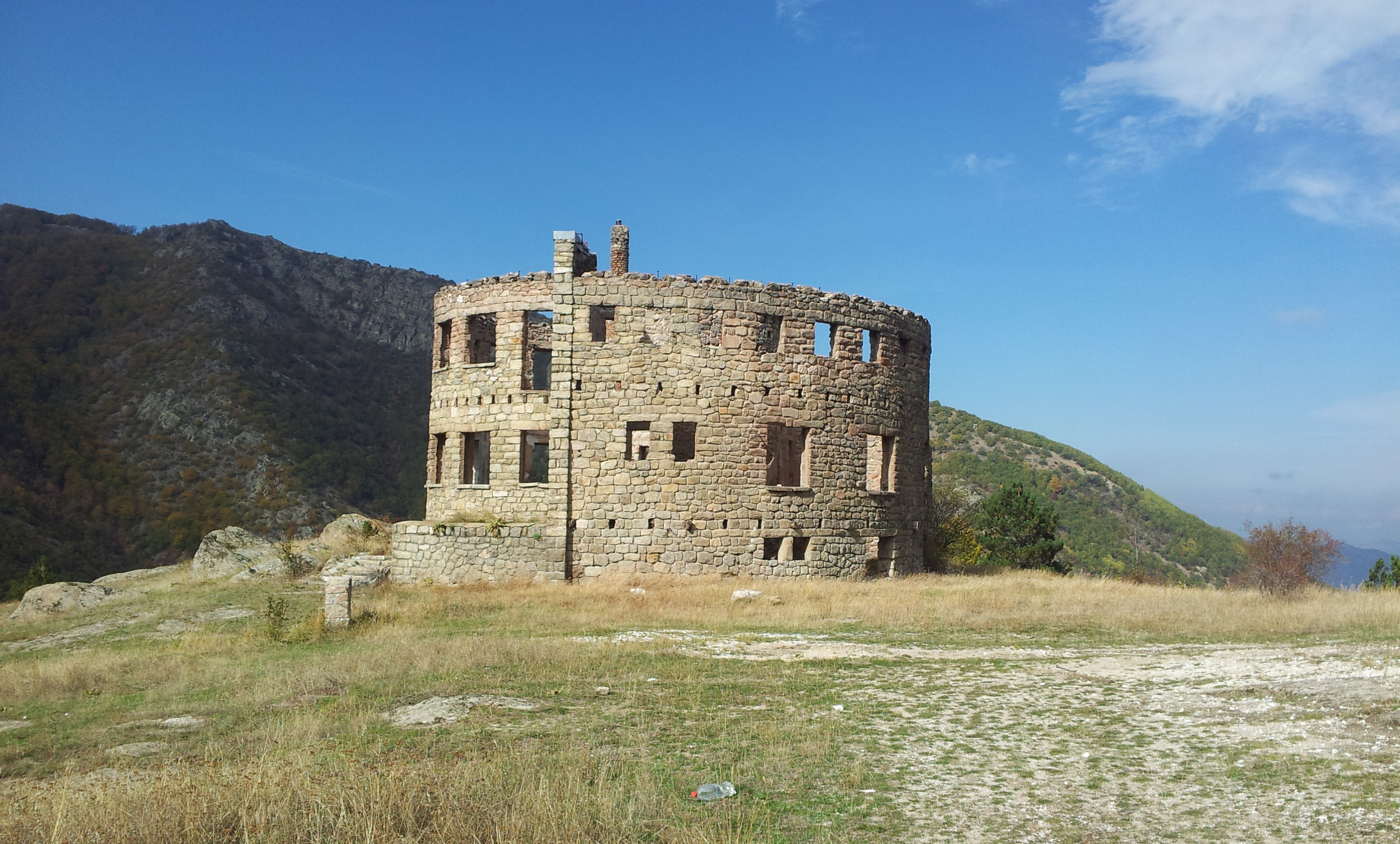
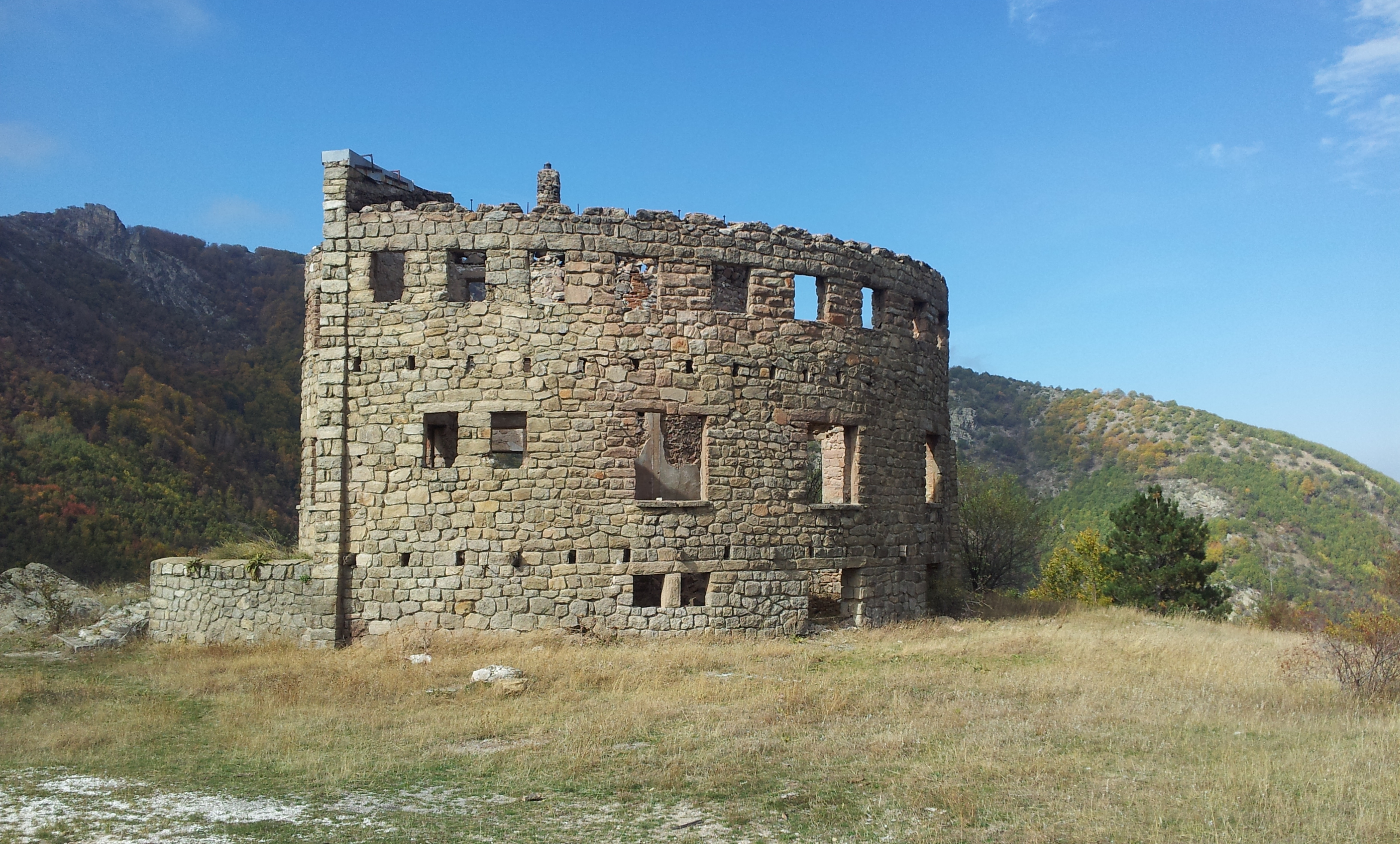
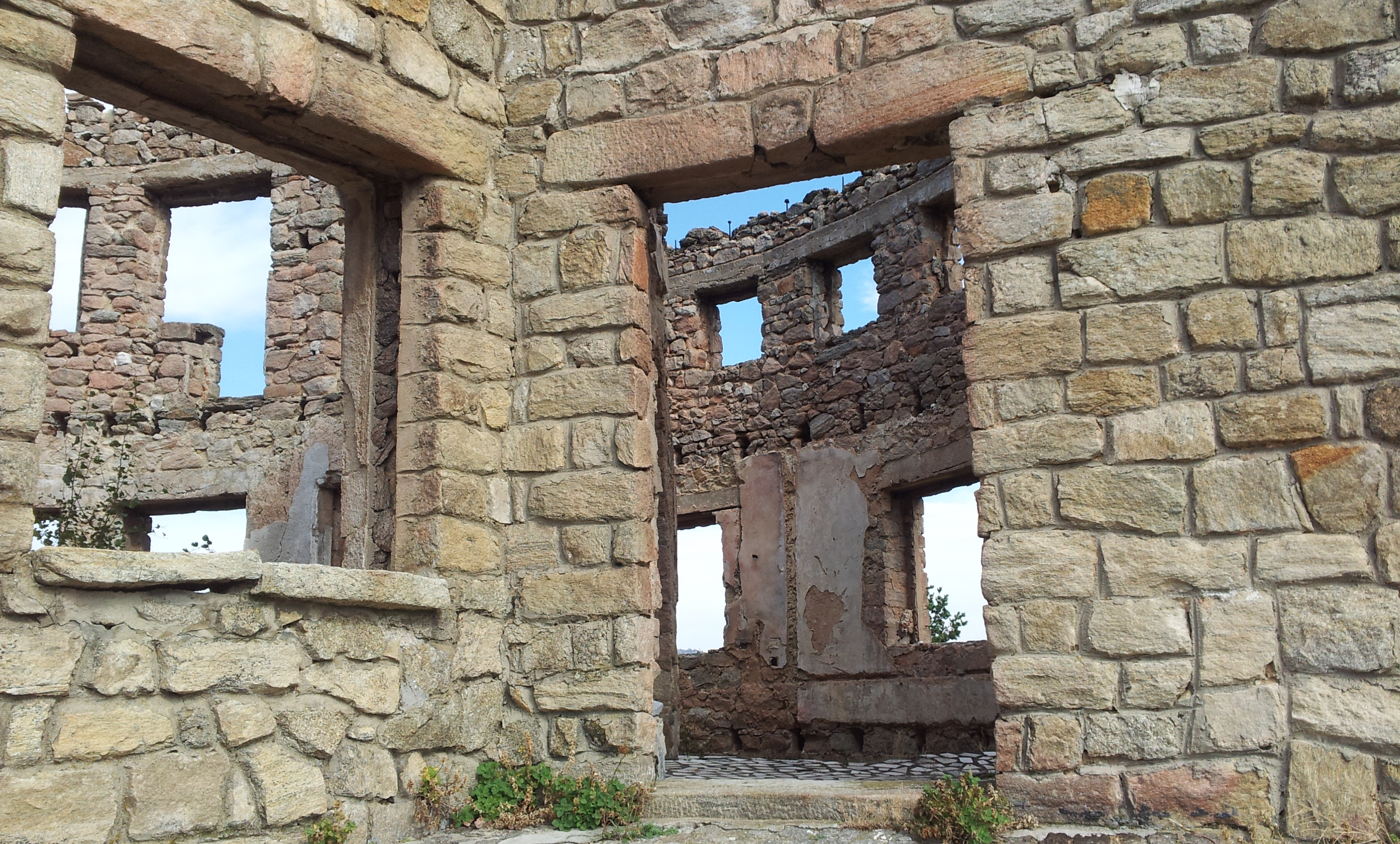
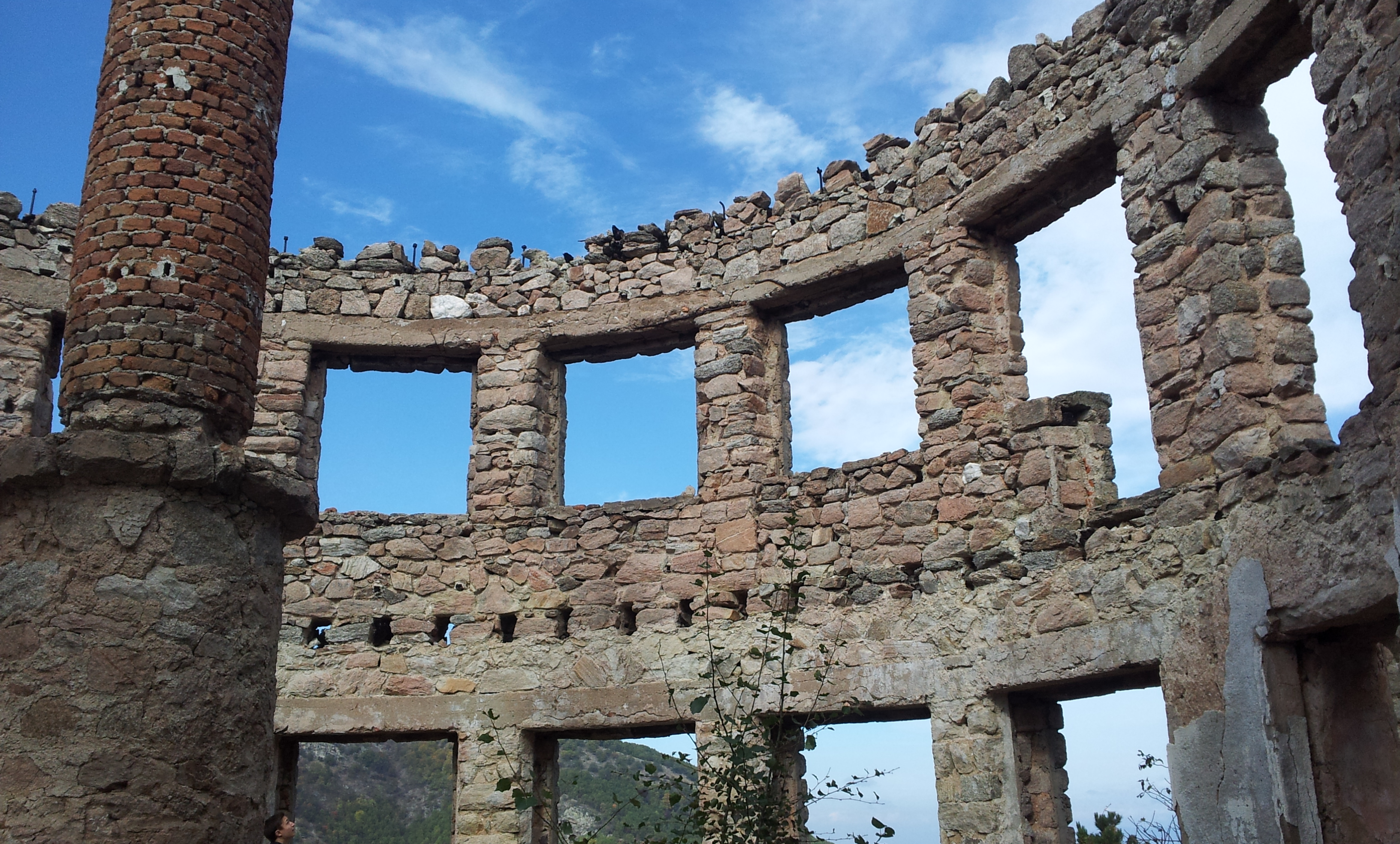
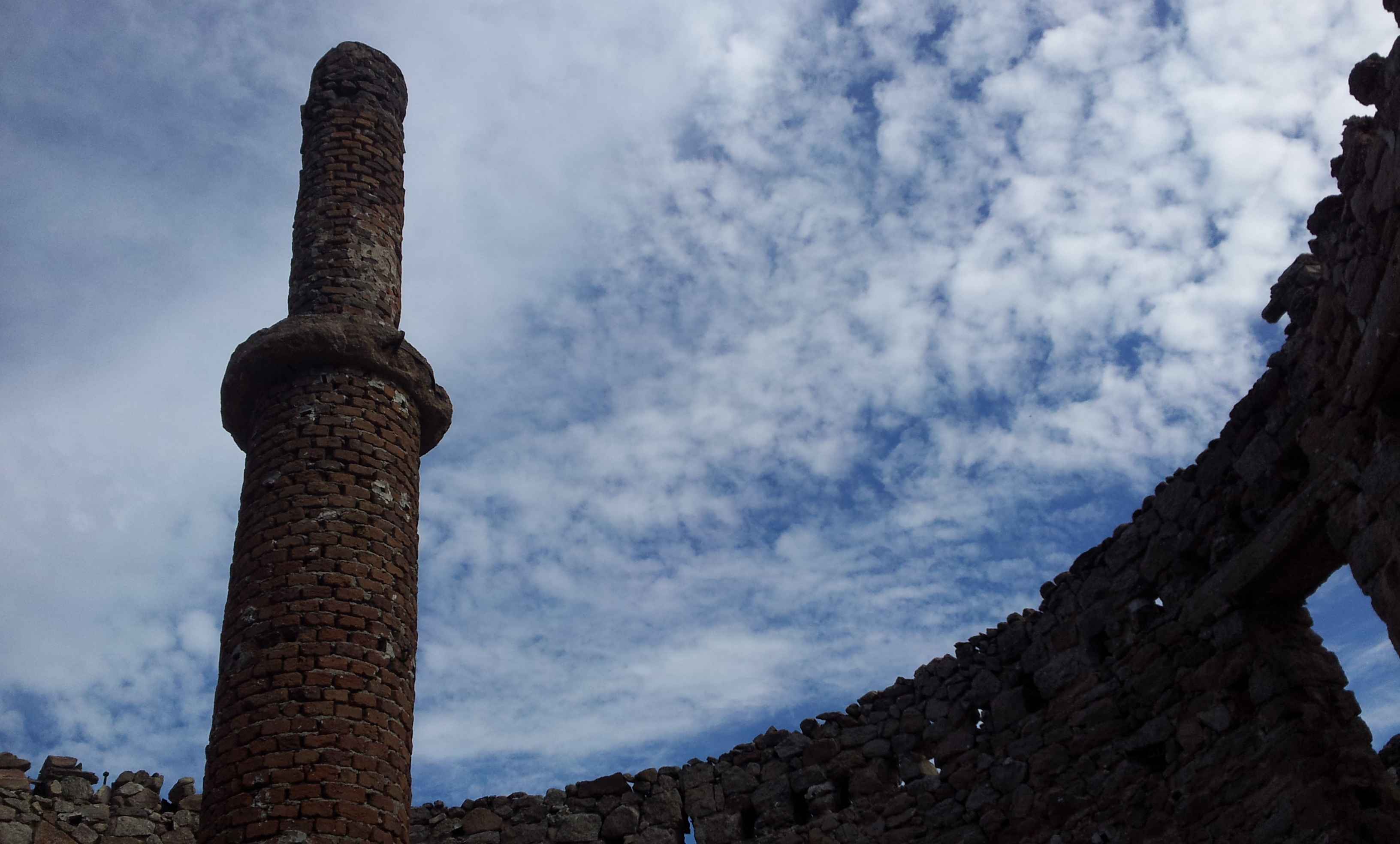
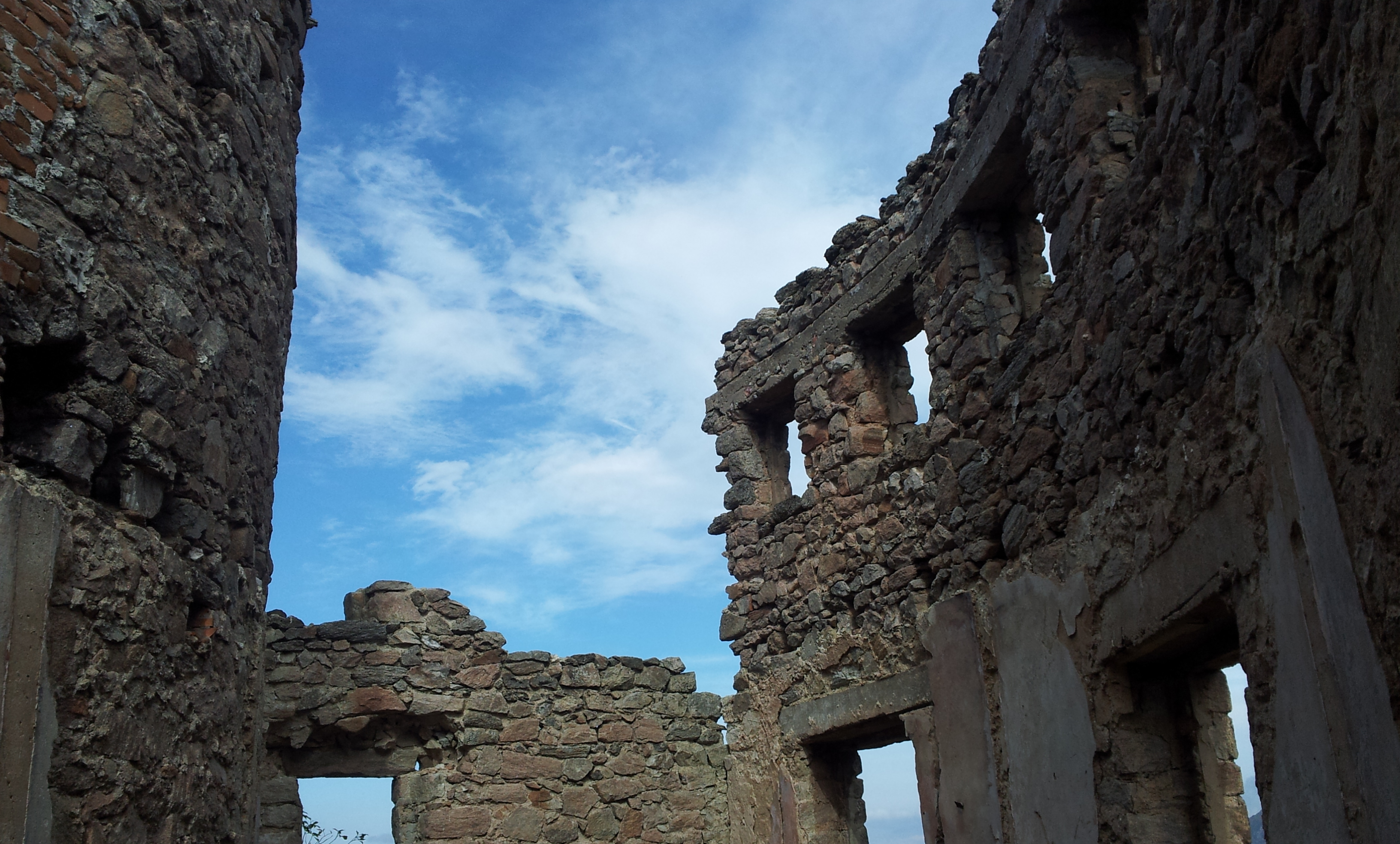
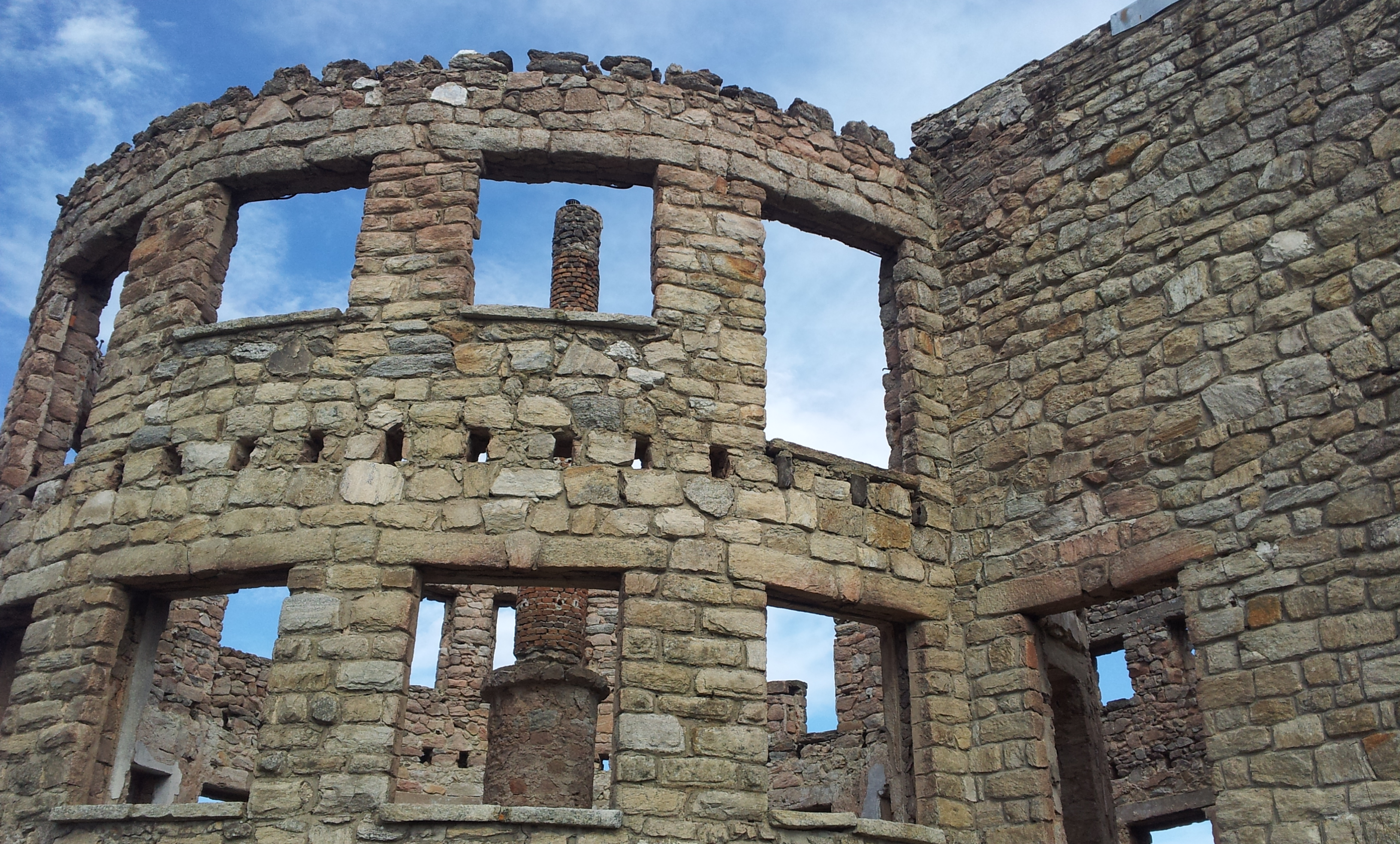